# 懷特沃特 (蒙大拿州)
懷特沃特（英語：Whitewater）是位於美國蒙大拿州菲利普斯縣的普查規定居民點。

## 歷史
懷特沃特的郵局自1912年營運至今。

## 人口
根據2020年美國人口普查的數據，懷特沃特的面積為2.75平方千米，皆為陸地。當地共有人口75人，而人口密度為每平方千米27.27人。